# 1. Līga 1995
La 1. Līga 1995 è stata la 4ª edizione della seconda divisione del calcio lettone dalla ritrovata indipendenza.  Lo Jūrnieks  ha vinto il campionato ottenendo la promozione in massima serie.

## Stagione

### Formula
Le 12 squadre partecipanti si affrontavano in gironi di andata e ritorno. La vincitrice e la seconda classificata venivano promosse in Virslīga 1996, mentre le squadre classificate agli ultimi tre posti erano retrocesse in 2. Līga.
Erano assegnati tre punti per la vittoria, uno per il pareggio e zero per la sconfitta.

## Squadre partecipanti
| Club                  | Città      | Stagione precedente         |
| --------------------- | ---------- | --------------------------- |
| AVV-LSPA Rīga         | Rīga       | 9° in 1. Līga               |
| Dialogs Jelgava       | Jelgava    | ?                           |
| Jaunība Daugavpils    | Daugavpils | 12° in Virslīga, retrocesso |
| Jekabpils Vide        | ?          | ?                           |
| Jūrnieks              | Rīga       | 3° in 1. Līga               |
| Latgale Daugavpils    | Daugavpils | ?                           |
| FK Liepaja            | Liepāja    | 11° in Virslīga, retrocesso |
| Lokomotīve Daugavpils | Daugavpils | 4° in 1. Līga               |
| Sardzes Pulks Riga    | Rīga       | ?                           |
| Valmiera              | Valmiera   | 7° in 1. Līga               |
| Venta                 | Ventspils  | 6° in 1. Līga               |
| Z/s Beikas            | ?          | ?                           |

## Classifica finale
|  | Pos. | Squadra               | Pt | G  | V  | N | P  | GF | GS | DR  |
|  | ---- | --------------------- | -- | -- | -- | - | -- | -- | -- | --- |
|  | 1.   | Jūrnieks              | 57 | 22 | 18 | 3 | 1  | 59 | 16 | +43 |
|  | 2.   | Lokomotīve Daugavpils | 47 | 22 | 14 | 5 | 3  | 57 | 22 | +35 |
|  | 3.   | Jaunība Daugavpils    | 43 | 22 | 14 | 1 | 7  | 56 | 30 | +26 |
|  | 4.   | Latgale Daugavpils    | 39 | 22 | 12 | 3 | 7  | 56 | 45 | +21 |
|  | 5.   | AVV-LSPA Rīga         | 32 | 22 | 9  | 5 | 8  | 30 | 29 | +1  |
|  | 6.   | Venta                 | 28 | 22 | 8  | 4 | 10 | 25 | 29 | -4  |
|  | 7.   | Valmiera              | 27 | 22 | 8  | 3 | 11 | 40 | 65 | -25 |
|  | 8.   | Z/s Beikas            | 24 | 22 | 7  | 3 | 12 | 20 | 42 | -22 |
|  | 9.   | FK Liepaja            | 24 | 22 | 7  | 3 | 12 | 33 | 45 | -12 |
|  | 10.  | Sardzes Pulks Riga    | 20 | 22 | 5  | 5 | 12 | 22 | 37 | -15 |
|  | 11.  | Jekabpils Vide        | 18 | 22 | 5  | 3 | 14 | 33 | 53 | -20 |
|  | 12.  | Dialogs Jelgava       | 17 | 22 | 5  | 2 | 15 | 25 | 43 | -18 |

## Verdetti finali
- Jūrnieks e Lokomotive Daugavpils promossi in Virslīga 1996.
- Dialogs Jelgava, Jekabpils Vide e Sardzes Pulks Riga retrocesse in 2. Līga.